# Louis Boitte
Louis-François-Philippe Boitte (París, 1830-Fontainebleau, 1906) fue un arquitecto, pintor y dibujante francés.

## Biografía
Nacido en 1830 en París, fue discípulo de Saint-Père y Trouillet, Blouet, Gilbert y Questel. Ingresó en la Escuela de Bellas Artes en 1850, ganó en 1854 el segundo gran premio, en 1855 otro premio y, en 1859, el primer gran premio de Roma por un proyecto para el Tribunal de Casación. Fue autor de diversas obras pensionado por el Gobierno francés en Italia y Grecia. Entre sus creaciones se encontraron algunos estudios, dibujos y acuarelas realizados en Roma y Pompeya, además de obras dedicadas a los monumentos de Atenas, como los Propileos, el Partenón y el templo de Atenea Niké. En 1865, presentó un proyecto para una biblioteca pública que tuvo buen recibimiento.
En la Exposición Universal de 1867, donde se exhibieron de nuevo parte de sus estudios como pensionista, obtuvo un segundo premio. Desde entonces, y durante más de veinte años, participó en casi todos los Salones anuales, así como en la Exposición Universal de 1878, donde recibió una primera medalla. Puede mencionarse, entre sus numerosos estudios en el Salón de 1875, un proyecto para la restauración de la tumba de Enrique de Borbón, príncipe de Condé, antiguamente situada en el crucero sur de la iglesia de Saint-Paul, en París, y, en el Salón de 1888, el estado entonces y el proyecto de restauración del castillo de Fère-en-Tardenois, que le valió una primera medalla. Obtuvo igualmente una gran medalla de plata de la Sociedad Central de Arquitectos por sus estudios sobre monumentos franceses. Participó en diversos concursos públicos, como el del monumento a Ingres, en 1868, donde obtuvo el tercer premio, y el que se inauguró en 1884 para el monumento a Víctor Manuel. A su regreso de Grecia, fue asignado al Consejo General de Edificios Civiles como auditor entre 1865 y 1866. Fue nombrado auditor de nuevo en 1869 y convocado al consejo como miembro de pleno derecho en 1884 y 1885. Hacia finales de la década de 1880 era arquitecto del palacio de Fontainebleau. Boitte, que contrajo matrimonio con una hija de Albert Lenoir, fue nombrado caballero de la Legión de Honor en 1884. Falleció en agosto de 1906 en Fontainebleau.